# 乌尔丽克·里希特
乌尔丽克·里希特（德語：Ulrike Richter，1959年6月17日—），德国女子游泳运动员。她曾代表东德参加1976年夏季奥林匹克运动会游泳比赛，获得女子100米仰泳、女子200米仰泳和女子4×100米混合泳接力金牌。